# Dicranella circinata
Dicranella circinata är en bladmossart som beskrevs av Theodor Carl Karl Julius Herzog 1954. Dicranella circinata ingår i släktet jordmossor, och familjen Dicranaceae. Inga underarter finns listade i Catalogue of Life.